# Yvan Randriasandratriniony
Yvan Randriasandratriniony (ur. 1960) – madagaskarski polityk, przewodniczący partii Kocham Madagaskar (Tiako I Madagasikara) od października 2007, przewodniczący Senatu od maja 2008.

## Życiorys
Yvan Randriasandratriniony ukończył nauki agronomiczne na Uniwersytecie w Antananarywie.
Od 1 marca 2002 do 5 stycznia 2004 pełnił funkcję ministra rolnictwa, hodowli i rybołówstwa w rządzie premiera Jacques'a Sylli. 20 czerwca 2004 objął stanowisko ambasadora Madagaskaru w Południowej Afryce. 25 stycznia 2007 Randriasandratriniony został mianowany ministrem ds. centralizacji i planowania regionalnego w rządzie premiera Charlesa Rabemananjary. Stanowisko zajmował do 20 kwietnia 2008.
W wyborach parlamentarnych 23 września 2007 reprezentował partię Kocham Madagaskar (TIM) w okręgu Fianarantsoa. Zdobył 37,7% głosów poparcia i dostał się do parlamentu. 12 października 2007 Randriasandratriniony został wybrany tymczasowym przewodniczącym TIM. 21 maja 2008 w czasie kongresu TIM został wybrany jej stałym przewodniczącym.
W kwietniu 2008 w wyniku pośrednich wyborów do Senatu dostał się do izby wyższej, otrzymując 89 głosów elektorskich. 6 maja 2008 objął funkcję przewodniczącego Senatu. Jako jedyny kandydat, został jednogłośnie wybrany na to stanowisko.